# Javaanse honingvogel
De Javaanse honingvogel (Dicaeum sanguinolentum) is een zangvogel uit de familie Dicaeidae (bastaardhoningvogels). De vogel werd in 1829 door de Nederlandse dierkundige Coenraad Jacob Temminck geldig beschreven.

## Herkenning
De vogel is 9 tot 9,5 centimeter lang. Bij het volwassen mannetje zijn de kop, rug, vleugels en staartveren staalblauw. De buik en borst zijn overwegend bleekgeel met op de keel een rode vlek en een verticale streep over de buik en borst. Het vrouwtje is overwegend grijsbruin, van boven iets donkerder dan van onder. Kenmerkend is een rode vlek op de stuit.

## Verspreiding en leefgebied
De soort komt voor op  Java en Bali. De leefgebieden liggen in montaan tropisch bos op hoogten tussen de 800 en 2400 meter boven zeeniveau.